# Лист про Україну як незалежну державу 1711 року
Лист про Україну як незалежну державу 1711 року — письмова пам'ятка українсько-шведських міждержавних відносин.
Він був написаний королем Швеції Карлом ХІІ після битви біля річки Прут в липні 1711 року. Карл XII визнавав незалежність усієї України і Пилипа Орлика — гетьманом України. Він підтвердив Конституцію України від 5 квітня 1710 року і став протектором України. В цьому листі від 14 вересня 1711 року він вимагав, щоб Екстраординарний посланець Швеції у Константинополі Томас Функ під час переговорів з султаном захищав інтереси України як незалежної держави. Екстраординарний посланець і султан мали наполягати на тому, щоб Петро І визнав незалежність України, як він це обіцяв після своєї капітуляції в 1711 році. Лист є яскравим підтвердженням наслідування традицій українсько-шведських відносин, які започаткували Карл Х і Богдан Хмельницький.

## Документи Військової канцелярії у Бендерах уДержавному архіві Швеції
У липні 1716 року з Бендер до Істада, міста, розташованого на півдні Швеції, прибули чотири скрині, що містили пакети з документами, які належали новоствореному Міністерству закордонних справ, одному з відділів Військової канцелярії Карла XII. Згодом документи були перевезені з Істада до Стокгольма, де вони стали частиною архіву старої королівської канцелярії.
Все важливе листування, яке здійснювалося між серпнем 1709 року, коли відбулася подорож з-під Полтави до Бендер, і жовтнем 1714-го, коли шведська армія залишила Османську імперію, зберігалося в цих скринях. Вони потім були доповнені документами, які написали в 1715 році. В описі документів є, зокрема, такі:
- 10. П'ять пакетів з листами пана Функа з 1711, 1712, 1713 років.
- 11. Один пакет проєктів рішень для нього з 1711, 1712, 1713 років.
- 25. Пакет з козацькими листами з 1713 і 1714 років.
- 26. Пакет з проєктами рішень і листів до деяких козаків з 1709, 1710, 1711, 1712, 1713, 1714 і 1715 років.
- 46. Оригінали листів турецького цезаря.
- 49. Листи Великого Візира, Сулімана Пагі та Ібрагіма Паші, а також Татарського хана.
- 54. Два пакети перехоплених листів.[2]

## Віднайдення листа та його популяризація в Україні
На початку вересня 2021 року, дослідниця історії України Марина Траттнер надіслала запит до історика і архівіста Державного архіву Швеції Яна Міспелаере з проханням знайти документи, в яких йдеться про те, що Карл ХІІ підтримує Україну у боротьбі за свою незалежність. Після інтенсивних пошуків Ян Міспелаере відповів на запит. Марина Траттнер повідомила про віднайдення листа 8 вересня 2021 року. Згодом копію документа було надіслано послу України у Швеції Андрію Плахотнюку.
Світлини листа були передані до Софії Київської як подарунок від Швеції, після завершення виставки «Раритети Української козацької держави — Гетьманщини XVII—XVIII ст.: До 30-річчя Незалежності України».
4 липня 2022 під час візиту до Києва Прем'єр-міністр Швеції Єва Магдалена Андерссон передала копію цього листа президенту України Володимиру Зеленському. Новина мала широкий резонанс у ЗМІ, проте журналісти переплутали українську козацьку державу Військо Запорозьке (Україну), про яку йдеться в листі, із Запорозькою Січчю (автономією Війська Запорозького Низового в її складі).

## Галерея

Сторінка 1
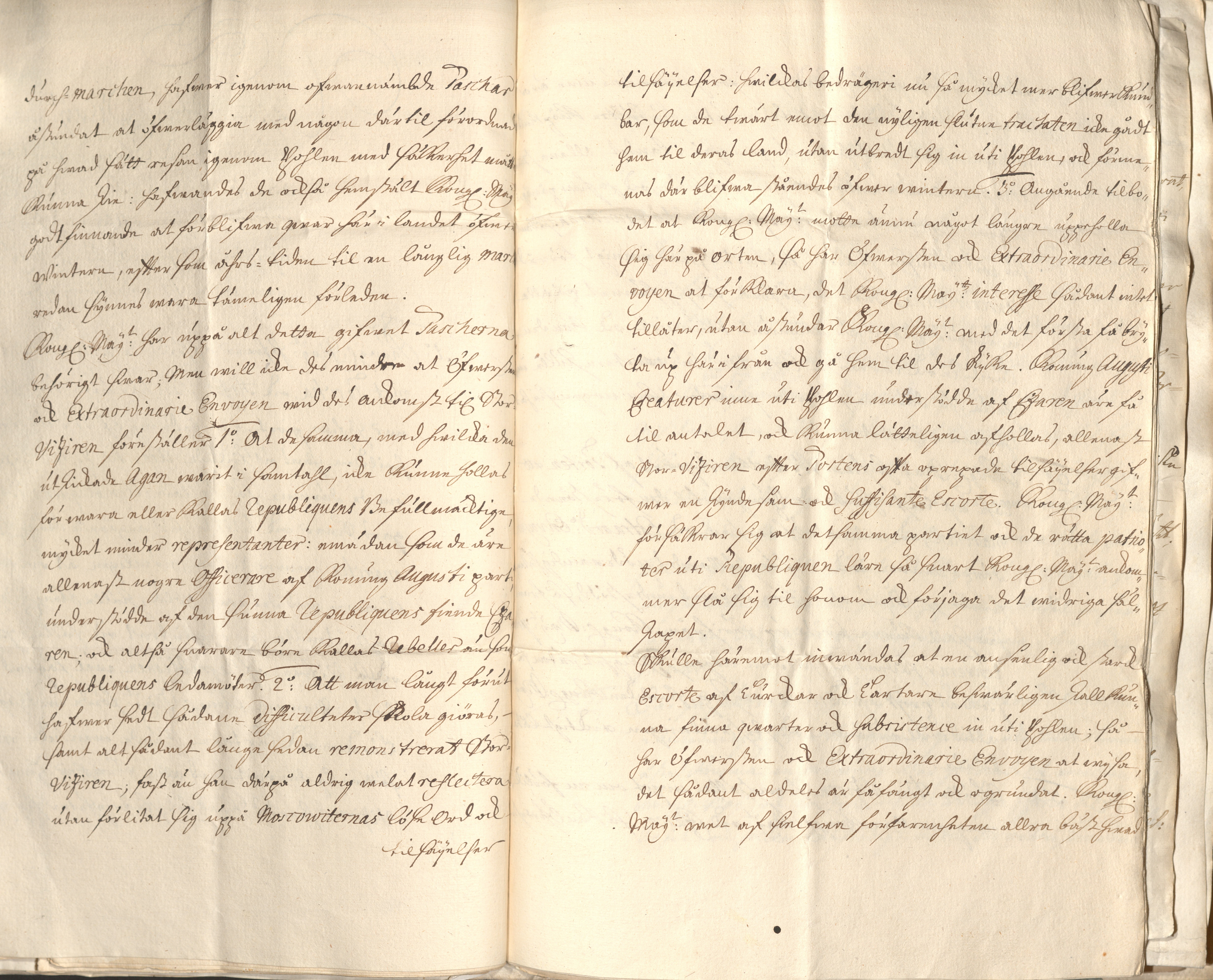
Сторінка 2-3
Сторінка 4-5
Сторінка 6-7
Сторінка 8-9

## Цитати
5: Водночас він має наполягати на тому, щоб ця Стаття, яка затверджує свободу України і всіх Запорожців, негайно ж і повністю стала чинною, щоб таким чином вся Україна і Військо Запорозьке в повному обсязі отримали давні свободи і вольності, а також отримали власність територією у своїх давніх кордонах під керівництвом теперішнього гетьмана Пилипа Орлика; таким чином, щоб народ, який описаний вище, одразу ж отримав статус незалежної Держави, і більше ніколи жодним чином не був під послухом Царя і не перебував під його протекцією.